# 奇切斯特
奇切斯特（/ˈtʃɪtʃɪstər/；薩塞克斯方言：Chiddester，/ˈtʃɪdɪstə/）是位於英格蘭東南部西薩塞克斯郡的一座城市，有著悠久的歷史，在羅馬時代就有人居住。市內有教堂等古蹟和交響樂團。奇切斯特氣候溫暖吸引一些老年人退休之後遷居至此。當地有奇切斯特大學。

## 經濟

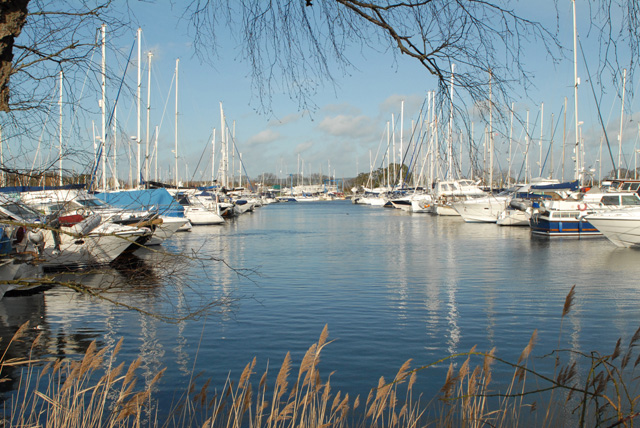
奇切斯特碼頭

該城市的旅遊業較為發達，當地有數個碼頭。而大型的僱主是一些食品製造商。

## 文化
奇切斯特每年六月和七月會舉行為期四周的藝術和音樂節，稱為奇切斯特節（Festival of Chichester），
黑李節則是一個歷史可以追溯到12世紀的遊藝集市，每年10月20日在奇切斯特舉辦。
當地最著墨的文化設施也是被稱為奇切斯特節日劇院的大劇院。此外“Pallant House Gallery”也薄有名氣，2007年此畫廊獲得了古爾班基安獎，畫廊主要收藏英國現代藝術作品。其他的文化設施還有新公園（New Park）的奇切斯特影院（Chichester Cinema）和博物館“The Novium”。